# Oleg Andrejewitsch Andrejew
Oleg Andrejewitsch Andrejew (russisch Олег Андреевич Андреев; * 30. August 1937) ist ein russischer Autor und Pädagoge.
Andrejew ist wissenschaftlicher Direktor der „Andrejew-Schule“ (russisch Школа Андреева). Er lehrt die „persönliche Entwicklung“ (die Entwicklung von Gedächtnis, Aufmerksamkeit, sowie Lesegeschwindigkeit). Seit 25 Jahren hat die Andrejew-Schule mehr als 500.000 Schüler ausgebildet, einschließlich von Beamten aus der Administration Putins. 

## Bibliographie
- Техника быстрого чтения; (Schnell-Lesetechnik) ISBN 978-5-9791-0250-4; 2011
- Техника развития памяти; (Gedächtnis- und Merktechniken) ISBN 978-5-370-02701-7; 2012.
- Учимся быть внимательными; (Lernen, aufmerksam zu sein) ISBN 5-222-03386-4; 2004
- Техника развития внимания. Самоучитель; ISBN 978-5-222-19368-6; 2012
- Развитие космического сознания. Нет предела; ISBN 5-222-04220-0; 2004
- Техника развития памяти. Самоучитель; ISBN 978-5-222-19367-9; 2012